# Граф Глостер
Граф Глостер (англ. Earl of Gloucester) — один з найстаріших графських титулів Англії. Титул було вперше започатковано 1122 року для Роберта Глостерського, побічного сина короля Генріха I Боклерка й керівника партії імператриці Матильди у період феодальної анархії. Надалі володарями титулу були представники родини де Клер, серед яких найбільшу роль в англійській історії відіграв Гілберт Рудий, 3-й граф Глостер, лідер баронської опозиції у другій половині XIII століття. Останнє надання титулу відбулось 1397 року, коли графом Глостер став один із соратників короля Річарда II Томас Деспенсер, дальній нащадок Роберта Глостерського. У 1399 році титул було конфісковано і він з тієї пори не існує. Наприкінці XIV століття до англійської системи дворянських титулів було введено титул герцога Глостер, який надалі надавався членам королівської родини.

## Історія титулу
За однією з версій, вперше титул графа Глостер було започатковано близько 1093 року для Вільгельма Фіц-Есташа (пом. 1094), припустимо сина Євстахія II, графа Булонського, учасника нормандського завоювання Англії. Іноді також першим графом Глостер називають Роберта Фіц-Гемона (пом. 1107), підкорювача Гламоргану й засновника Кардіффа. Обидві ці версії, однак, не мають під собою твердих підстав. Судячи з усього, і Вільгельм Фіц-Есташ, і Роберт Фіц-Гемон не мали графського титулу, а були лордами міста Глостер.

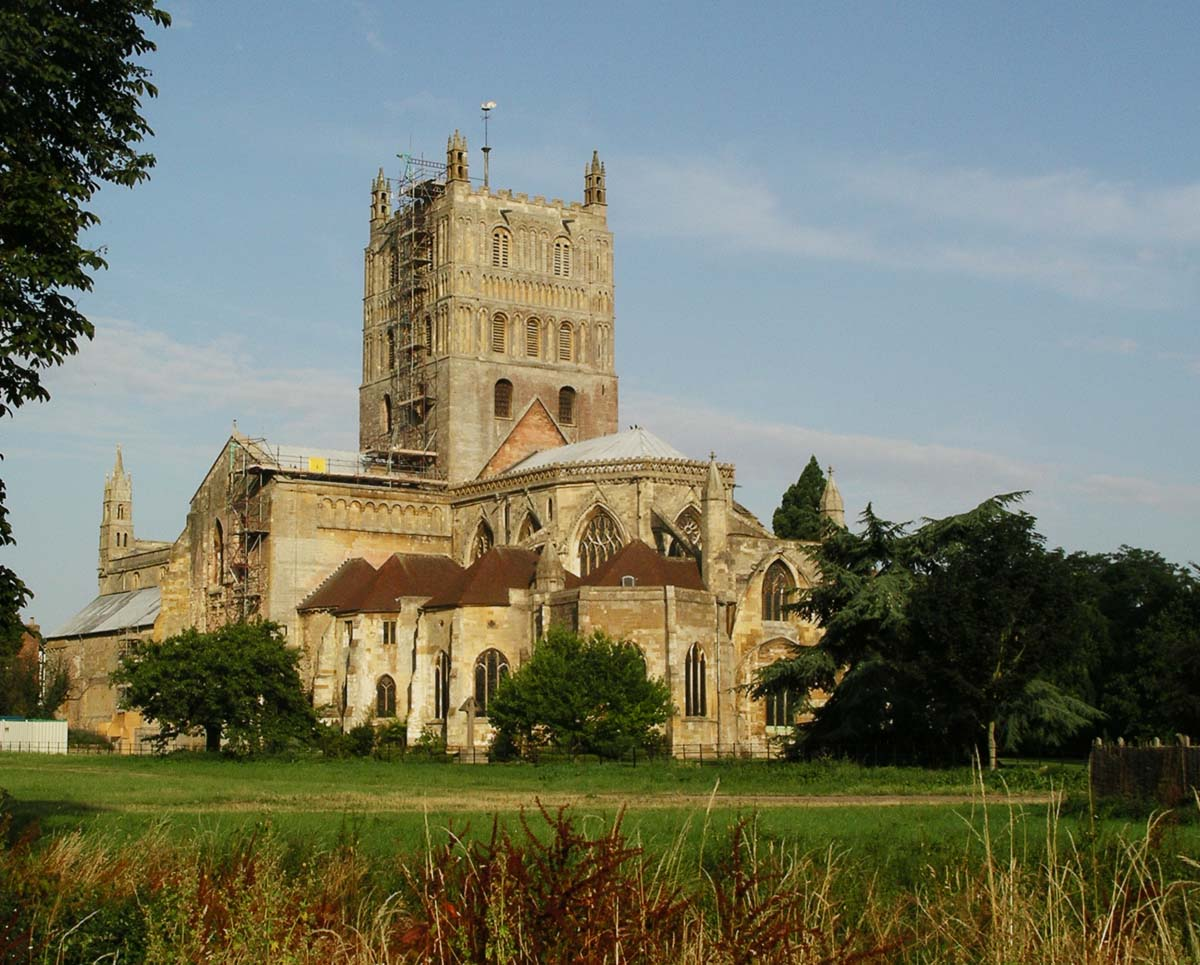
Абатство Тьюксбері, яке патронувалось графами Глостер у середньовіччі

Першим безумовним носієм титулу графа Глостер був Роберт (пом. 1147), старший з побічних дітей англійського короля Генріха I, видатний полководець і глава партії прибічників імператриці Матильди за часів громадянської війни 1135—1154 років. Вочевидь, титул було започатковано 1122 року й він був одним з двох графських титулів, подарованих упродовж всього тривалого правління Генріха I . Після смерті сина Роберта Глостерського, який не мав дітей чоловічої статі, титул перейняла його дочка Ізабелла, яка вийшла заміж за Іоанна, сина Генріха II Плантагенета, який 1199 року став королем Англії. Після розлучення з королем у 1199 році. Ізабелла зберігала титул графині Глостер, за винятком періоду 1200—1213 років, коли титул і володіння, що до нього належали були передані королем Аморі VI де Монфору в обмін на Евреське графство. За правом своєї дружини титул графа Глостер носили також другий і третій чоловіки Ізабелли — Джефрі де Мандевіль, граф Ессекс (пом. 1216), та Г’ю де Бург, граф Кент (пом. 1243).
Після смерті Ізабелли Глостерської титул, ймовірно, деякий час носила її сестра Аміція (пом. 1225). Однак вже 1218 року право на титул графа Глостера було визнано за Гілбертом де Клером, 5-м графом Хертфордом, сином Аміції та Річарда де Клера, одного з лідерів руху баронів, що призвів до підписання Великої хартії вольностей. Прямі нащадки Гілберта де Клера продовжували носити титул графа Глостера до 1314 року. Рід де Клерів був одним з наймогутніших аристократичних домів Англії XIII століття і його представники відігравали провідні ролі у політичному житті країни. Найвідоміший Гілберт де Клер Рудий, 3-й граф Глостер, активний учасник баронських війн наприкінці правління Генріха III і кампаній із завоювання Уельсу за Едуарда I. Після смерті 1314 року останнього графа з дому де Клер, його володіння були розділені між нащадками дочок Гілберта Рудого, які також висунули претензії на право користування титулом графа Глостера. Зокрема, є підстави казати, що цей титул використовували:
- Ральф де Монтермер (пом. бл. 1325), другий чоловік Джоанни Аккської, вдови Гілберта Рудого, принаймні за життя своєї дружини (пом. 1307);
- Г’ю ле Диспенсер Молодший (страчений 1326), чоловік Елеонори де Клер, старшої дочки Гілберта Рудого;
- Г’ю де Одлі (пом. 1347), чоловік Маргарити де Клер, середньої дочки Гілберта Рудого.

Останнє надання титулу графа Глостер відбулось 1397 року. Носієм його став Томас Деспенсера, соратник короля Річарда II й учасник придушення руху лордів-апелянтів. Після приходу до влади Генріха IV у 1399 році Томас Деспенсер був позбавлений титулу, а наступного року страчений. Надалі титул графа Глостера не надавався, оскільки був витіснений титулом герцог Глостера, який починаючи з 1385 року періодично надавався молодшим членам королівської родини Англії й Великої Британії.

## Список графів Глостер

Герб дому де Монтермар

Герб Г’ю де Одлі

Герб дому Деспенсер

### Граф Глостер, перша креація (1122)
- Роберт, 1-й граф Глостер (1100—1147), незаконнонароджений син Генріха I, короля Англії;
- Вільям Фіц-Роберт, 2-й граф Глостер (1121—1183), син попереднього;
- Ізабелла Глостерська (пом. 1216), дочка попереднього;
- Іоанн Безземельний (1166—1216), король Англії (з 1199), чоловік попередньої.

### Граф Глостер, друга креація (1218)
- Гілберт де Клер, 5-й граф Хертфорд, 1-й граф Глостер (1180—1230), онук Вільяма Фіц-Роберта, 2-го графа Глостер;
- Річард де Клер, 6-й граф Хертфорд, 2-й граф Глостер (1222—1262), син попереднього;
- Гілберт де Клер, 7-й граф Хертфорд, 3-й граф Глостер (1243—1295), син попереднього;
- Гілберт де Клер, 8-й граф Хертфорд, 4-й граф Глостер (1291—1314), син попереднього;

### Граф Глостер, третя креація (1299)
- Ральф де Монтермар (пом. 1325) (титул належав за життя дружини Ральфа Джоанни Акрської (до 1307), вдови Гілберта де Клера, 3-го графа Глостер)

### Граф Глостер, четверта креація (1337)
- Г’юю де Одлі, граф Глостер (пом. 1347), чоловік дочки Гілберта де Клера, 3-го графа Глостер.

### Граф Глостер, п’ята креація (1397)
- Томас Диспенсер, граф Глостер (1373—1400), позбавлений титулу 1399 року, праправнук Гілберта де Клера, 3-го графа Глостер.